# Lasius mixtus
Lasius mixtus es una especie de hormiga del género Lasius, tribu, Lasiini, orden Hymenoptera. Fue descrita por Nylander en 1846.

## Distribución
Se distribuye por Georgia, Corea del Norte, Turquía, Albania, Andorra, Austria, Bielorrusia, Bélgica, Bulgaria, islas del Canal, Croacia, República Checa, Dinamarca, Estonia, Finlandia, Alemania, Grecia, Hungría, Irlanda, Letonia, Lituania, Luxemburgo, Macedonia, Moldavia, Países Bajos, Noruega, Polonia, Rumania, Rusia, Eslovaquia, Eslovenia, España, Suecia, Suiza y Reino Unido.

## Hábitat
Habita sobre el pasto, debajo de piedras y rocas, en montículos y el forraje. Se ha encontrado a elevaciones de 250-1750 metros.